# Ponte visconteo (Valeggio sul Mincio)

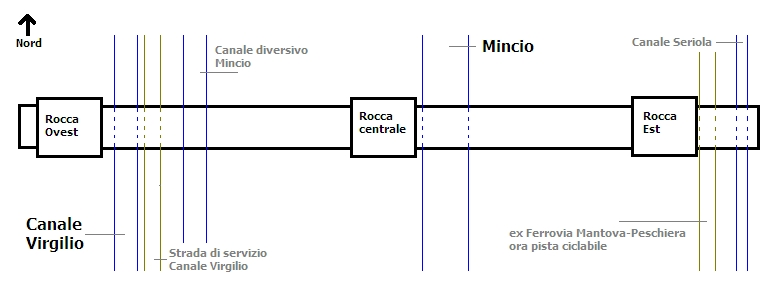
Schema di massima del ponte con i vari attraversamenti

Il ponte visconteo di Valeggio sul Mincio è un ponte-diga costruito nel XIV secolo e situato nel territorio di Valeggio sul Mincio. È comunemente chiamato "ponte lungo" (pontelongo nel dialetto locale).

## Geografia fisica
Si estende da ovest a est nella valle del Mincio, nei pressi della frazione di Borghetto.

## Storia
Fu costruito nel 1393 e ultimato nel 1395 per volere di Gian Galeazzo Visconti, duca di Milano, allo scopo di garantire l'impenetrabilità dei confini orientali del ducato. Era un tempo raccordato al sovrastante castello scaligero da due alte cortine merlate e integrato nel complesso fortificato detto Serraglio, che si estendeva per circa 16 km nella pianura veronese fino alle paludi di Grezzano.

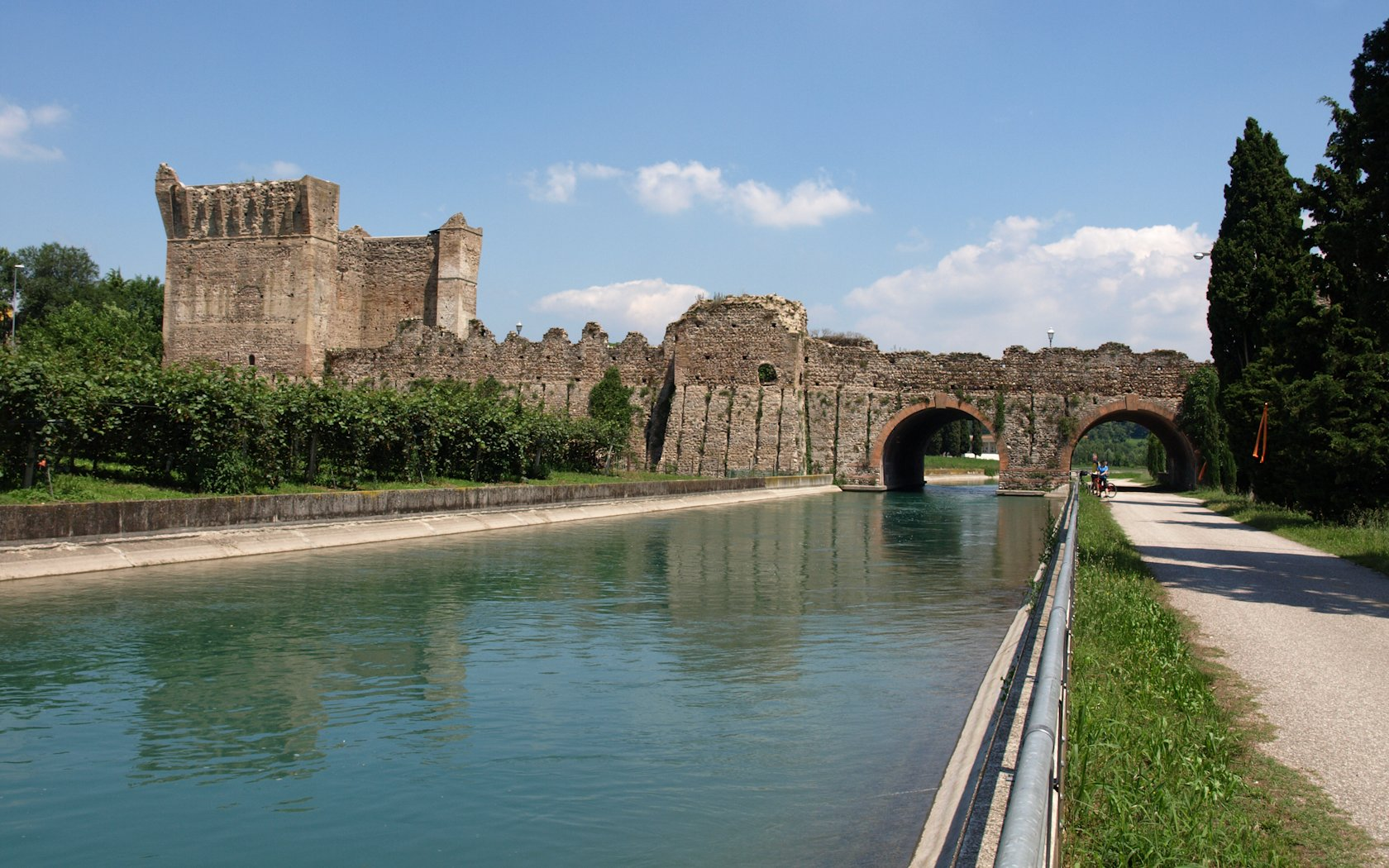
Vista occidentale con il canale Virgilio

La direzione dei lavori fu affidata a Domenico dei Benintendi di Firenze, ingegnere militare conosciuto come "Domenico da Firenze" ; i lavori consistettero nello scavo di due fossati paralleli con accumulo del terreno nella parte centrale e successiva edificazione delle mura.
Sembra ormai assodato che lo scopo della costruzione fosse di formare una diga per bloccare e deviare le acque del Mincio dal suo normale percorso verso Mantova. Successivi eventi storici e anche complicazioni tecniche (sarebbe stato necessario tagliare la collina che sovrasta Valeggio sul Mincio) vanificarono questo intendimento.

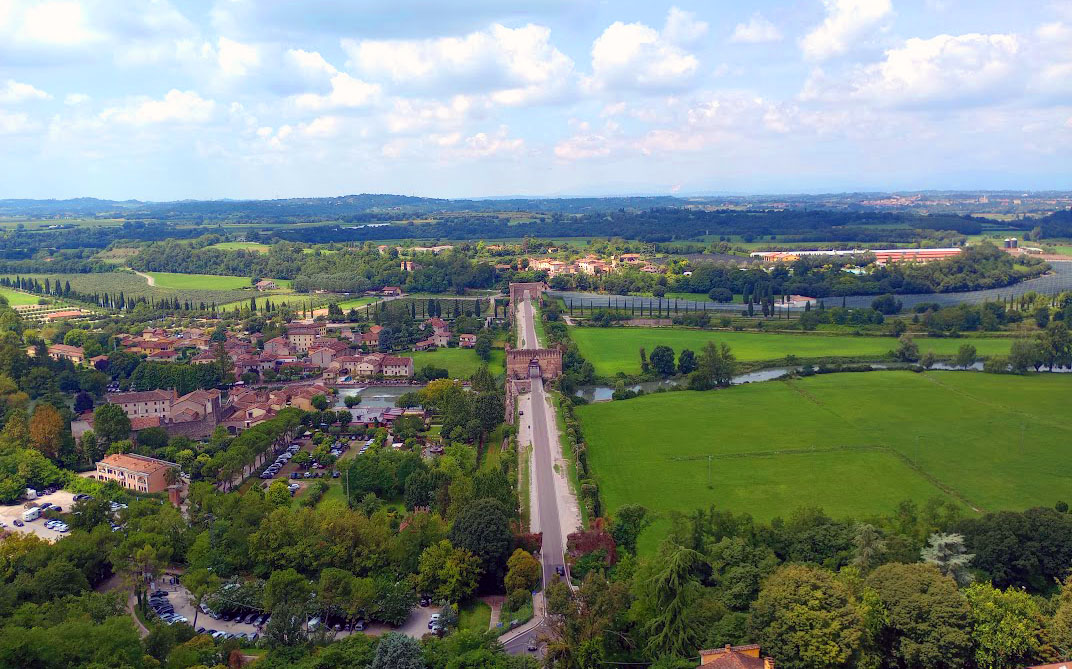
Veduta dal Castello Scaligeri con Borghetto sul Mincio a sinistra

La rocca centrale è situata quasi a cavallo sul Mincio, nella zona sottostante erano presenti le bocche di scorrimento del fiume (costruite deviando il flusso del corso d'acqua) fatte saltare nel 1701 dai francesi, ora sono visibili le parti laterali degli archi e le basi di appoggio sul fondo del Mincio.
Negli anni venti del XX secolo fu costruito l'attuale ponte in ferro che ha ripristinato la circolazione sul ponte; negli anni trenta fu oggetto di lavori a ovest per il passaggio del canale Virgilio e della relativa strada di servizio e a est per la breve galleria della ferrovia Mantova-Peschiera; negli anni cinquanta fu costruito il canale diversivo Mincio per la protezione dalle piene dell'abitato di Borghetto.
Verso la fine del XX secolo la rocca ovest fu parzialmente restaurata e messa in sicurezza; nel corso dei decenni le condizioni delle mura sono andate peggiorando, con il continuo sgretolamento e la rimozione di frammenti.
Nel 2007 il ponte è stato inserito nella lista dei cento monumenti da salvare a livello mondiale, perché in grave pericolo a cura del World Monuments Fund (Wmf).

## Struttura

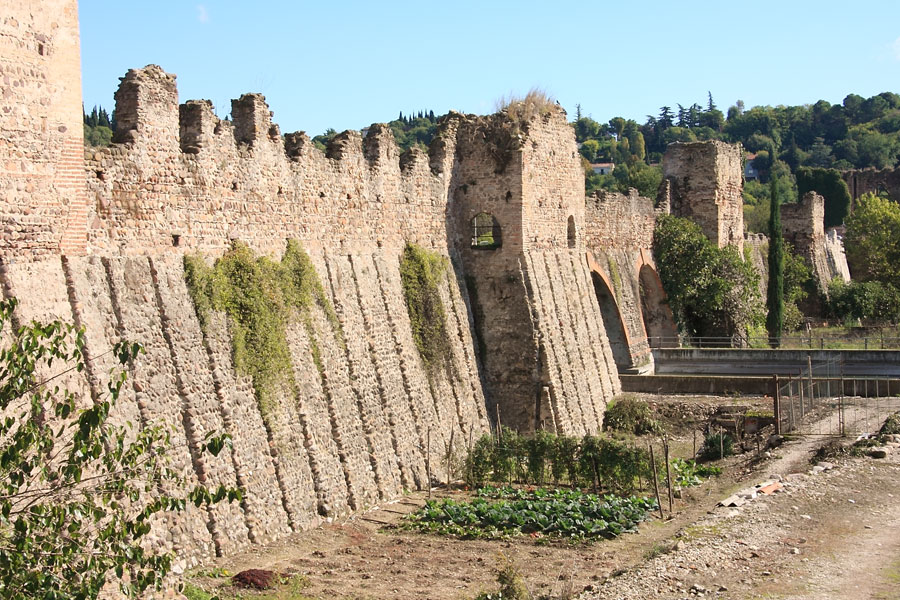
Prospettiva laterale

È lungo 650 m e largo circa 21 m, con il piano stradale a 8 metri di altezza sopra il livello del fiume. Il terrapieno è formato da circa 100.000 m³ di terreno.
Il ponte-diga è attraversato da nord a sud da vari corsi d'acqua e strade, partendo da ovest troviamo:
- il canale Virgilio (1930 circa);
- la strada di servizio del canale Virgilio;
- il canale diversivo Mincio (1955 circa);
- il fiume Mincio;
- la pista ciclabile sul tracciato della vecchia ferrovia Mantova-Peschiera;
- il canale detto Seriola Prevaldesca (XVI secolo, a opera della Repubblica di Venezia[1]).